# زید آیت اکرام
زید آیت اکرام (عربی: زيد أيت أكرام؛ زادهٔ ۱۸ دسامبر ۱۹۸۸) کشتی‌گیر اهل تونس است. وی سابقه حضور در المپیک ۲۰۱۲ لندن و المپیک ۲۰۱۶ ریو و المپیک ۲۰۲۰ توکیو را دارد.